# Insygnia Sił Obronnych Izraela

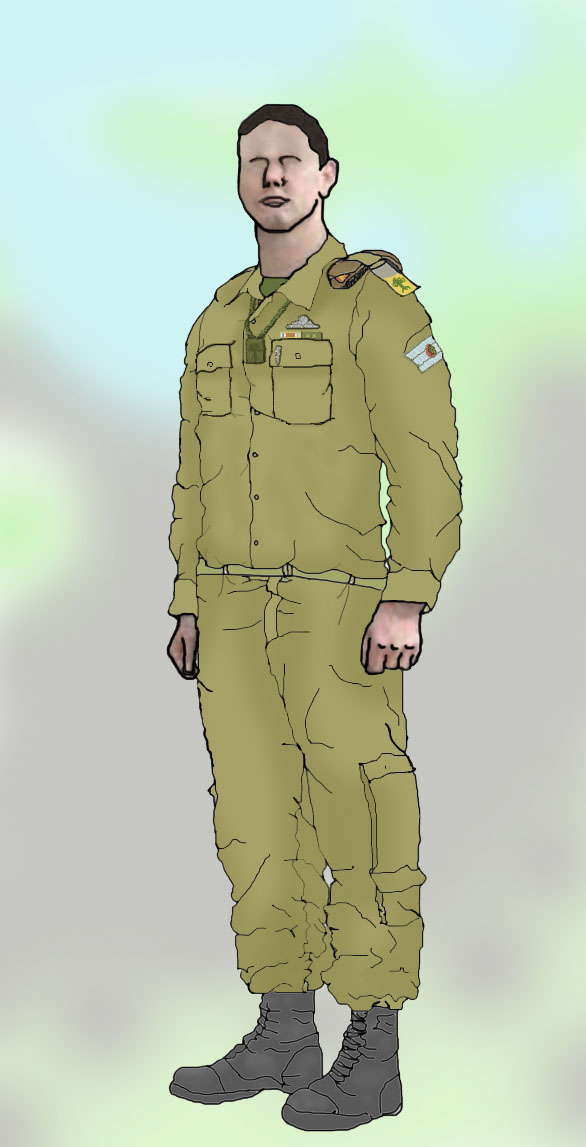
Żołnierz Brygady Golani w codziennym uniformie z patkami korpusu medycznego z okresu II wojny libańskiej.

Insygnia Sił Obronnych Izraela – strona przedstawia insygnia, stopnie oraz umundurowanie Sił Obronnych Izraela.

## Umundurowanie
Oddziały IDF posiadają różne umundurowanie w zależności od okoliczności i pełnionych funkcji w wojsku izraelskim:

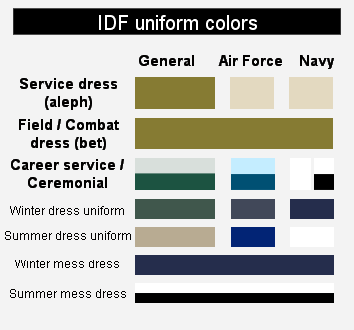
Kolory mundurów IDF w wojskach lądowych, marynarce wojennej i lotnictwie.

- Mundur codzienny-roboczy (aleph) – noszony na co dzień przez zwerbowanych żołnierzy.
- Mundur polowy (bet) – noszony podczas walki zbrojnej, treningu polowego oraz przy pracy w bazie wojskowej.
- Mundur oficerski - noszony przez oficerów lub podczas specjalnych krajowych parad wojskowych.
- Mundur wyjściowy / galowy - noszony tylko podczas parad wojskowych za granicą.

### Berety
Zarówno jak i umundurowanie, berety stanowią różnoraką kolorystykę w zależności od pełnionej funkcji żołnierza oraz są nieodłączną częścią ubioru wojskowego w Siłach Obronnych Izraela:
| Rodzaj wojsk                                      | Kolor beretu |
| ------------------------------------------------- | ------------ |
| Lotnictwo                                         |              |
| Siły Powietrzne Izraela                           |              |
| Korpusy Piechoty                                  |              |
| Brygada Golani                                    |              |
| Brygada Spadochronowa i jednostki sił specjalnych |              |
| Brygada Nachal                                    |              |
| Brygada Giwati                                    |              |
| Brygada Kfir                                      |              |
| Korpusy Pancerne                                  |              |
| Korpus Pancerny                                   |              |
| Korpusy Artylerii                                 |              |
| Korpus Artylerii                                  |              |
| Korpus Wywiadu Polowego                           |              |
| Korpus Wywiadu Polowego                           |              |
| Korpusy Inżynieryjne                              |              |
| Korpus Inżynieryjny                               |              |
| Wywiad                                            |              |
| Aman                                              |              |
| Żandarmeria Wojskowa                              |              |
| Korpus Żandarmerii wojskowej                      |              |
| Policja Graniczna                                 |              |
| Korpus Policji granicznej                         |              |
| Front Wewnętrzny                                  |              |
| Dowództwo Frontu wewnętrznego                     |              |
| Dowództwo                                         |              |
| Korpus dowództwa                                  |              |
| Marynarka wojenna                                 |              |
| Izraelski Korpus Morski                           |              |

#### Odznaki na beretach
| Rodzaj wojsk                                             | Symbol |
| -------------------------------------------------------- | --- |
| Szef Sztabu Generalnego Rosh HaMate HaKlali (Ramatkal)   | Emblemat Sił Obronnych Izraela                                                                             |
| Sztab Generalny HaMate HaKlali                           | Miecz opleciony gałązką oliwną                                                                             |
| Dowództwo Frontu Wewnętrznego Pikud HaOref (Heil HaOref) | Miecz opleciony gałązką oliwną z dużym trójkątem w tle                                                     |
| Rabinat Wojskowy HaRabanut HaTzva'it                     | Tablica z Dziesięcioma Przykazaniami i mieczem na pierwszym planie                                         |
| Generalna Prokuratura Wojskowa HaPraklitut HaTzva'it     | Szale i miecz                                                                                              |
| Siły Powietrzne Izraela Heil HaAvir                      | Miecz, gałązka oliwna, Gwiazda Dawida oraz skrzydła (orle skrzydła, znalezione na wykopaliskach Bet-Shean) |
| Korpusy Piechoty Heil HaRaglim                           | Miecz opleciony gałązką oliwną                                                                             |
| Korpusy Pancerne Heil HaShiryon                          | Czołg z gałązkami oliwnymi                                                                                 |
| Korpusy Artylerii Heil HaTothanim                        | Działo z gałązkami oliwnymi                                                                                |
| Korpus Inżynieryjny Heil HaHandasa HaKravit              | Miecz i zamek na tle łuny słonecznej                                                                       |
| Korpus Wywiadu Polowego Heil Ha'Isuf Ha'Kravi            | − |
| Korpus Departamentu Uzbrojenia Heil HaHimush             | Miecz, znicz i koło zębate                                                                                 |
| Korpus Medyczny Heil HaRefu'a                            | Wąż oplatający znicz z Gwiazdą Dawida i gałązkami oliwnymi                                                 |
| Korpus Wywiadu Heil HaModi’in                            | Fleur-de-lis z połową gwiazdy                                                                              |
| Korpus C4I Heil HaTikshuv                                | Miecz i skrzydła oraz para piorunów                                                                        |
| Korpus Edukacji i Młodzieży Heil HaHinukh VeHaNo'ar      | Gwiazda Dawida, księga oraz łuk i strzała                                                                  |
| Korpus Adjutancki Heil HaShalishut                       | Miecz opleciony gałązką oliwną, księga i dysk                                                              |
| Korpus Logistyczny Heil HaLogistika                      | Miecz, gałązka oliwna oraz ster                                                                            |
| Żandarmeria Wojskowa Heil HaMishtara HaTzva'it           | Tarcza i płomień                                                                                           |
| Policja Graniczna Mishmar HaGvul (Magav)                 | Insygnium policji izraelskiej oraz Gwiazda Dawida                                                          |
| Korpus Dowództwa HaHayil HaKlali                         | Dwa skrzyżowane miecze oraz liść drzewa figowego                                                           |
| Izraelski Korpus Morski Heil HaYam                       | Miecz opleciony gałązką oliwną, kotwica i wodorosty                                                        |

## Flagi

Flaga Sił Obronnych Izraela
Flaga szefa sztabu Sił Obronnych Izraela
Flaga szefa sztabu Sił Obronnych Izraela (na morzu)
Flaga wojsk lądowych
Flaga Korpusu Pancernego
Flaga wywiadu Sił Obronnych Izraela
Flaga Żandarmerii Wojskowej
Flaga Korpusu Logistycznego
Flaga Korpusu Piechoty
Flaga Rabinatu Sił Obronnych Izraela
Flaga Korpusu Medycznego
Flaga Korpusu Edukacji i Młodzieży
Flaga Korpusu Adjutanckiego
Flaga Korpusu C4I (łączności)
Flaga Korpusu Artylerii
Flaga Korpusu Inżynieryjnego
Flaga Korpusu Wywiadu Polowego
Flaga Obrony Cywilnej

## Galeria

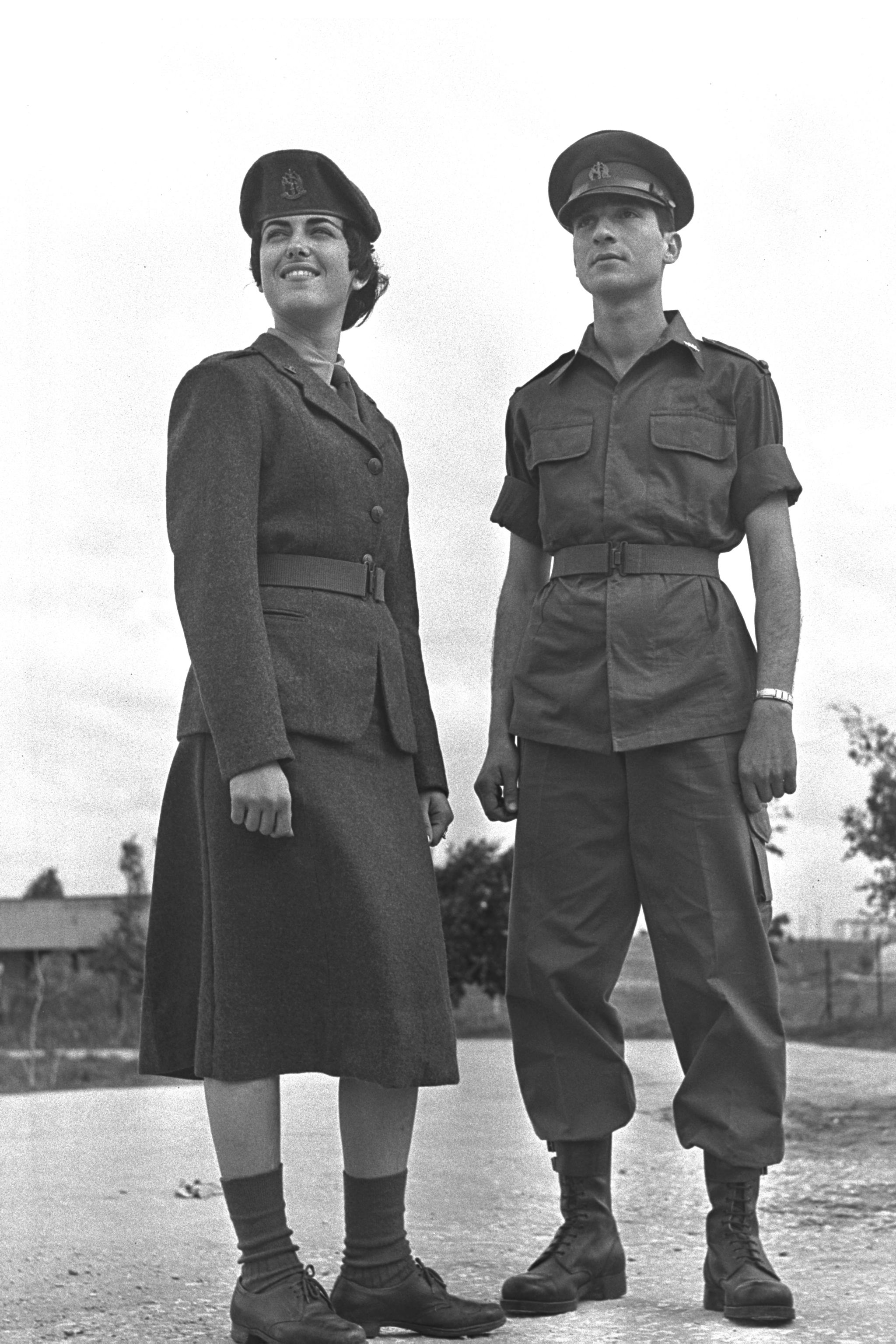
Oficerowie oddziałów IDF w roku 1956.
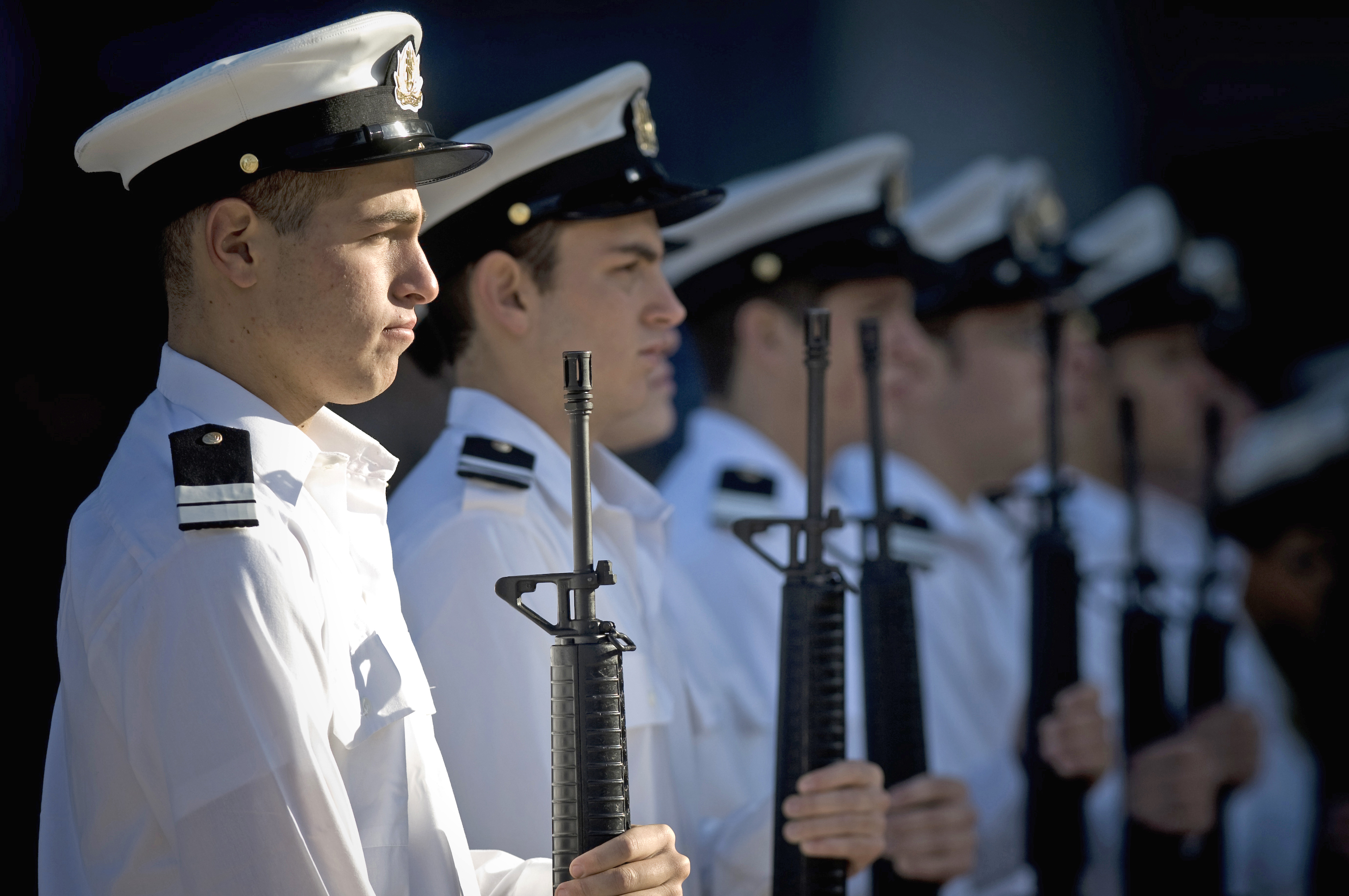
Żołnierze Korpusu Morskiego IDF.
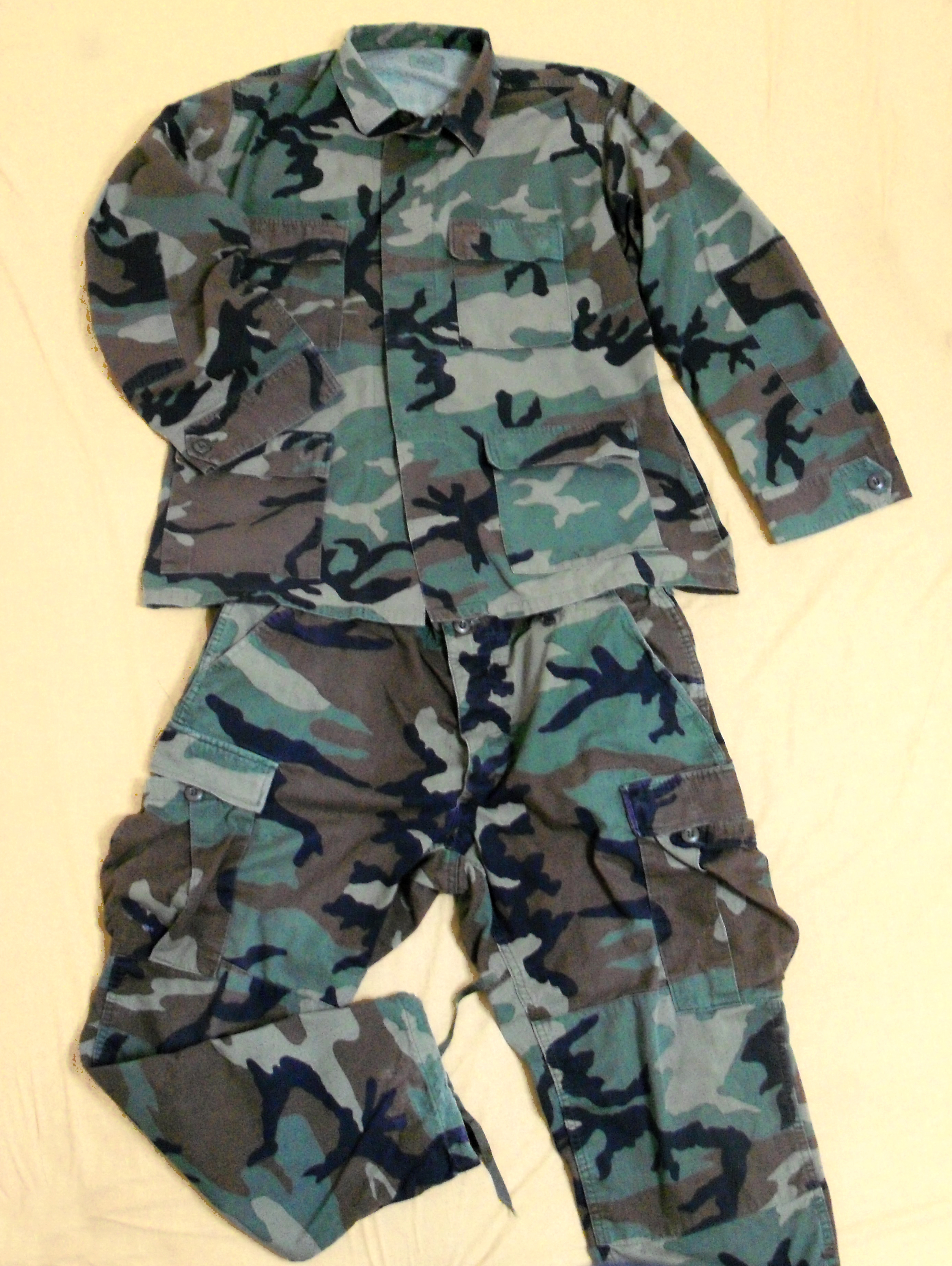
Mundur woodland zakupiony przez IDF od wojsk amerykańskich.
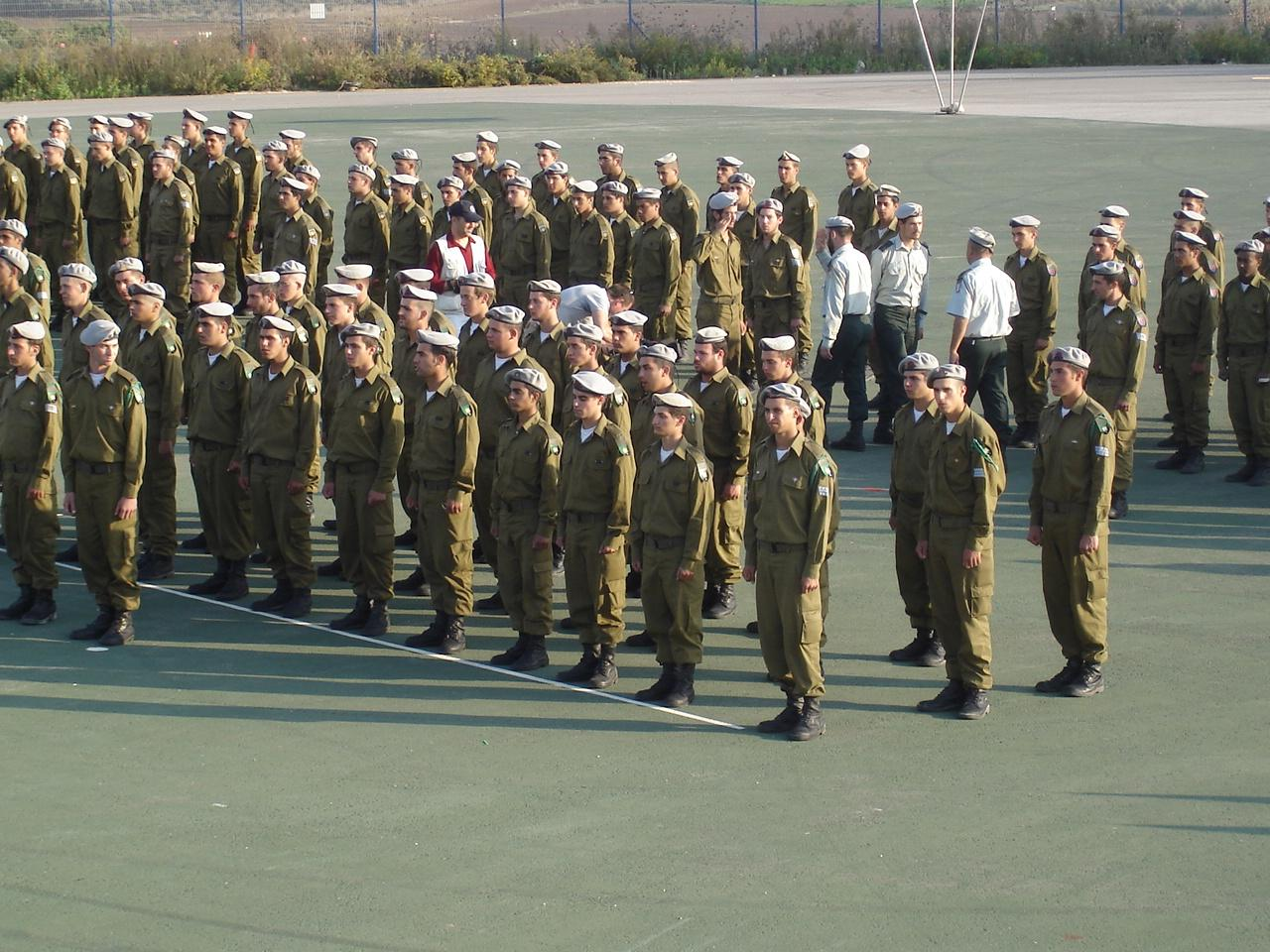
Korpus Inżynieryjny w mundurach oficerskich.